# プチプチたんたんプチたんたん
『プチプチたんたんプチたんたん』は、氏家ト全による日本の漫画。『マガジンSPECIAL』（講談社）にて、2012年5月号から2016年7月号まで連載。

## 概要
男子禁制の女子寮「あまてら荘」に拾われたオス犬「プチ」と女子寮でプチを飼うことになった3人の女子高校生を中心とした、ほんのり下ネタオチのギャグ漫画。同作者の過去作『女子大生家庭教師濱中アイ』『アイドルのあかほん』と同様のショートギャグ漫画であり、作中の時間経過も1年生時～卒業へと経っていく。単行本は全3巻で、概ね第1巻が1年生時、2巻が2年生時、3巻が3年生時の内容になっている。なお、2巻や3巻になっても巻頭の登場人物紹介の欄ではハナたちの年齢が15歳のままで紹介されている。作風は寮生活が主軸であり、学校での様子はほとんど描かれない。エロネタ下ネタのギャグが主であるが犬を飼うという物語上、犬に関する豆知識が時折描かれる。単行本では巻末に書き下ろしの4コマ漫画が1つだけ掲載される。

## 登場人物
花園ハナ
陽汝学園の1年生→2年生→3年生。あまてら荘の寮生。初登場時は15歳で、第10話で16歳になる。緑化委員。
プチを拾ってきた張本人でプチの命名者。「命名」の漢字を逆に書いたり、親睦を深めたはずの山田、片岡の下の名前を覚えきれていないなど、アホの子としての部分が目立ち、エロボケもかます。その反面、料理が得意で山田、片岡の2人を驚愕とさせた。特にシェファーズパイ、グラーシュのクネーデル添えが得意と語る。明るい性格で皆のムードメーカーであり他者とのコミュ力も高いが、何かと事の発端となることも多い。花園ゴンゾーという40歳の父親がいる。第16話にて山伏マルミとの交流を経て将来の夢は獣医になることと決意した。
山田コンスタンツ
陽汝学園の1年生→2年生→3年生。あまてら荘の寮生。初登場時15歳。ハナのクラスメイト。新体操部に入っている。
日本人とイギリス人のハーフ。花園、片岡からは「コンスたん」の愛称で呼ばれている。表情の変化に乏しくジト目で、よくエロボケをかます。食センスが個性的。また、夜食の頻度が多い。中学の時からモデルの仕事をやっており、よく上級生にメイクの指導を頼まれている。
陽汝学園の学園長の孫娘。ただし自分の立場を利用した親の七光りはしたくない様で、プチを寮で飼えるように頼む際、孫娘ではなく生徒として交渉に臨むと語っていた。
国語のテストで赤点をとるなど、勉強はあまり得意ではない様である。
片岡ヒカリ
陽汝学園の1年生→2年生→3年生。あまてら荘の寮生。初登場時15歳。ポニーテールでメガネ。ハナのクラスメイトでクラス委員長。3年生時には寮班長になった。作中ツッコミ役になることが多い。カオルに好意を持っているが、彼のマイペースぶりに翻弄されることが多い。また、カオル絡みになると若干ポンコツ気味になる。料理が不得意で、カオルに弁当を作ることになった時には、手が怪我だらけになった。また、昔噛まれたことがあるため犬も苦手で、その影響かプチには下に見られているようである。真面目一筋の性格ではあるが皆と遊ぶ時間を楽しく思うなど堅物ではなく、第4話で親睦を深めた際には片岡の提案によりハナ達3人は下の名前で呼ぶようになった。全く運動をしないせいか、作中では体重増加に悩まされる場面が何度か見られる。
プチ
ハナに拾われたダルメシアンのオスの子犬。ヒジキが好物。
もともと捨て犬だったが、入学一週間目の花園に拾われたのが縁で、あまてら荘の番犬として飼われることとなる。
寮生の昼食の残りをもらっていたせいで一時期太ってしまい、ダイエットをさせられることとなった。
朝宮マミ
あまてら荘の寮母を務める20代独身の女性。甥のカオルが「マミさん」と呼んでいる描写がある。コテージを経営する父親がいる。雨雲先生と同級生。
規則にはうるさいもののあまり厳しい性格ではなく、持ち物検査で見つかったらまずい寮生の持ち物を自室に隠してあげたり、晩酌をしていて、花園・山田・片岡が門限を破ってコンビニに抜け出したことに気づかなかったりするなど、どこか抜けている面がある。
田隈カオル
陽汝学園の1年生→2年生→3年生。初登場時は15歳。写真部所属。ハナたちのクラスメイトの男子生徒で、朝宮さんの甥。お昼の弁当は朝宮さんに作ってもらっているようで、そのためかしばしば男子禁制のあまてら荘に出入りしている。マイペースな性格で、よく唐突にエロボケをかます。その一方で相手を気遣ったり良い点を指摘する面もある。しかし相手への気遣いがフラグブレイカーに繋がってしまっており、ヒカリの好意にも気づいてない。
学校に隠れてコンビニでバイトをしており、夏休みの間には朝宮の父が経営するコテージでもバイトをしていた。
義理の妹に田隈サトリがいる。
田隈サトリ
陽汝学園の1年生→2年生。第20話から登場。田隈カオルの義理の妹。性知識は豊富で、兄同様よくエロボケをかますことが多い。義理の兄弟の割に兄とよく似ているが、昔の写真ではまるで別人のようである。兄がいるからという理由で写真部へ入部した。ミカとアユという寮生で同級生の友人がいる。
雨雲先生
生活指導員で朝宮の同窓生。泣きホクロがある。生徒に「オリハルコンの仮面」と呼ばれるほど厳格な人物であり、寮生を甘やかしている朝宮に説教をしたり、寮の門限を破った花園達に一週間の寮の風呂掃除を命じている。ただし筋を通せば話の分かる人物で、プチを保健所送りにしようとした際、山田に「生徒として学園長と交渉する」と説得され、最終的に寮でのプチの飼育を許可した。義理堅い面もあり、朝宮が風邪で倒れた時には寮母の代理を自ら買って出た。
山伏マルミ
山伏動物病院の女性獣医。28歳。第16話のみの登場であるが彼女の獣医としての在り方に感銘を受けてハナは将来の夢を決定づけた。

## 読切
『ハナとプチ』というタイトルで『月刊少年シリウス』（講談社）2007年2月号付録「ギャグ&ピース」の読切作品として掲載され、「生徒会役員共&オールキャラクターズ 女子大生家庭教師濱中アイ×アイドルのあかほん×妹は思春期」に収録された。
連載作との相違は以下のとおり。
- プチの犬種が日本犬系である。
- 山田コンスタンツの代わりにエレナが登場。
- ハナ、ヒカリの苗字が登場せず、ハナが高校1年、ヒカリ、エレナが高校3年。
- 寮の名前が「きくもじ寮」。寮母もマミではなく叢雲が登場。

## 書誌情報
- 氏家ト全『プチプチたんたんプチたんたん』講談社〈講談社コミックス〉、全3巻

1. 2013年10月17日発売、ISBN 978-4-06-394953-7
2. 2015年2月15日発売、ISBN 978-4-06-395327-5
3. 2016年7月15日発売、ISBN 978-4-06-395716-7

## 参考書籍
- 氏家ト全・週刊少年マガジン編集部「生徒会役員共&オールキャラクターズ 女子大生家庭教師濱中アイ×アイドルのあかほん×妹は思春期」、KCデラックス、2010年8月17日。